# Plecotus kolombatovici
Plecotus kolombatovici és una espècie de ratpenat de la família dels vespertiliònids. Viu a Albània, Algèria, Croàcia, Xipre, Grècia, Itàlia, el Líban, Líbia, Malta, el Marroc, Sèrbia, Tunísia i Turquia. El seu hàbitat natural són l'estepa i les zones agrícoles tant de plana com de muntanya, on sol buscar aliment a sobre de petites masses d'aigua. És una espècie en risc mínim, és a dir, no sembla que hi hagi cap amenaça significativa per a la seva supervivència. Fou anomenat en honor del naturalista i ictiòleg croat Juraj Kolombatović.